# Eupithecia mnemosynata
Eupithecia mnemosynata là một loài bướm đêm trong họ Geometridae.